# Совјетска иконографија током Руско-украјинског рата
Совјетски симболи су увелико користиле руске снаге током руско-украјинског рата, посебно након инвазије Русије на Украјину 24. фебруара 2022.

## Историја
Након инвазије, многи руски тенкови су приказани како вијоре стару заставу Совјетског Савеза уз проратни З војни симбол. Амерички политиколог Марк Беисинџер рекао је за Франце 24 да сврха употребе ових симбола није нужно повезана са комунизмом, већ са жељом да се поново успостави „руска доминација над Украјином“, напомињући да је употреба совјетских симбола у већини постсовјетских земаља државе (са изузетком Русије и Белорусије) се често посматра као провокативни чин.
У многим окупираним градовима, укључујући владине зграде, украјинске заставе су замењене заставама победе. Ови транспаренти, који су означавали руски пораз од нацистичке Немачке 1945. године, имају симболично значење, јер је руски председник Владимир Путин рекао да је сврха руске инвазије била денацификација Украјине. Многе статуе Владимира Лењина су уклоњене након протеста на Евромајдану 2014. или у складу са каснијим законима о декомунизацији усвојеним 2015. као резултат Евромајдана. Међутим, у градовима под руском окупацијом, многе од ових статуа су поново постављене.
Осим симболике, бољшевизам руских снага се манифестује и у њиховој топономастичкој политици: окупатори свуда „враћају“ своја совјетска имена заузетим насељима и градовима (као и онима које желе да заузму). Ово је званично мотивисано жељом да се обнови историјска правда. Заправо, по правилу се обнављају антиисторијска имена која су бољшевици давали 1920-их и 1930-их уместо враћених историјских (предреволуционарних ) имена или украјинизованих имена добијених у оквиру компаније за декомунизацију земље 2014-2022 .

## Догађаји
У априлу 2022. видео Украјинке по имену Ана Ивановна која са совјетском заставом поздравља украјинске војнике у својој кући у близини Дворичне, за које је мислила да су Руси, постао је виралан на проруским друштвеним мрежама и  медијима. Жена је рекла да су она и њен муж чекали, молили се за њих, за Путина и све људе. Украјински војници су јој давали храну, али су јој се ругали и газили њену совјетску заставу, након чега је рекла „моји родитељи су погинули за ту заставу у Великом отаџбинском рату“. Ово су искористили руски пропагандисти да докажу да је руска инвазија имала подршку народа, упркос чињеници да се већина Украјинаца – чак и у регионима који говоре руски – противила инвазији. У Русији су створени мурали, разгледнице, улична уметност, билборди, шеврони и налепнице које приказују жену. У Мариупољу под руском контролом откривена је њена статуа. Добила је надимак „Бака (рус. бабушка) З“, и „Бака са црвеном заставом“ од Руса. Сергеј Киријенко, високи руски политичар, назвао ју је „бака Ања“.
У мају 2022. Ана Ивановна је за Украјинску правду рекла да је дочекала војнике са совјетском заставом не из симпатије, већ зато што је осетила потребу да се помири са њима како не би „униште“ село и Украјину након што је њена кућа била гранатирана, али се сада осећа као "издајница" због начина на који је њен имиџ користила Русија. Следећег месеца жена је разговарала са новинарима Би-Би-Сија на шта је рекла да не подржава рат, али је тврдила да је (погрешно) поздравила два руска војника и да је тада била „само срећна што ће Руси доћи а не да се бори са нама. Био сам срећан што ћемо се поново ујединити.“ У августу 2022. рекла је за BBC News Russian да и даље живи у близини Дворичне и да „неће нигде отићи“. Промоција „Баке са црвеном заставом“ у руским државним медијима готово је престала након што је откривено да се Ана Ивановна није противила украјинским властима.
26. августа 2022. године, совјетска застава победе подигнута је изнад села Писки, утврђеног подручја недалеко од Доњецка чије је заузимање стратешко за Русију, у њиховом покушају да потисну украјинске снаге ван Донбаса.
Поред тога, многе статуе Лењина широм Украјине, које су Украјинци срушили претходних година, Руси су поново подигли у областима под руском контролом.